# 廣州公車番201路、番202路
广州公交车番201路、番202路，是广州市运营在广州大学城的两条公交车线路，由广州公交集团第三公共汽车公司第三分公司运营。

## 历史
2012年11月，广州市交通委员会联合番禺区交通局、大学城管委会等部门，邀请大学城内各高校、保留村、驻岛事业单位代表进行调研座谈，制定了解决大学城师生出行难问题的“442”公交服务提升计划，其中“4个增加”的举措之一即为在2013年6月增开番201路和番202路，用于有机连接内环路、中环路和外环路。

## 路线
两条线路在“综合商业北区”站和“综合商业南区”站接驳地铁4号线及7号线，在大学城中环路与大学城环线1和大学城环线2部分共线。

### 番201路
自大学城外环路东侧的大学城穗石村总站起，经外环路至华工正门，随后转入立德街，再经求真街至综合商业南区后，进入大学城中环路，沿中环路北半环行驶。线路初期在广美生活区转入大学城广美路，经美术学院、南汉二陵博物馆、广大附中后，转入大学城内环路，沿内环路东南半环行驶至内环路北侧的大学城体育中心总站止；2024年9月7日，北段大幅截短，在华师即转入档案馆路，至路中的广州市档案馆南（大学城）总站止。番201路的“岭南印象园”站仅大学城穗石村总站方向停靠。

### 番202路
自大学城外环路西南侧的大学城科学中心总站起，经外环路和大学城星光下道，转入大学城中环路至广大，沿中环路东南半环行驶至中大后，转入中心北大街，经地铁大学城北站后，转入大学城内环路，经华师附属大学城小学，至内环路北侧的大学城体育中心总站止，返程路线相同。2019年9月13日起，受地铁12号线围蔽施工影响，番202路的“地铁大学城北站”公交站位暂时移至大学城中环路。